# Římskokatolická farnost Jeníkov
Římskokatolická farnost Jeníkov (něm. Janegg) je církevní správní jednotka sdružující římské katolíky na území obce Jeníkov a v jejím okolí. Organizačně spadá do teplického vikariátu, který je jedním z 10 vikariátů litoměřické diecéze.

## Historie farnosti
Farnost byla v Jeníkově založena před rokem 1253, a byla inkorporována oseckému klášteru. České cisterciácké nekrologium uvádí celou řadu jmen oseckých cisterciáků, kteří zde vykonávali duchovní správu. Po roce 1945 zde působili kněží diecézní a život farnosti postupně upadal. Po roce 1989 byl již Jeníkov „mrtvou“ farností. Tehdy byla farnost „adoptována“ jihomoravskou farností Vranov nad Dyjí a začal zde pomalý proces obnovy duchovního života.

### Duchovní správcové vedoucí farnost

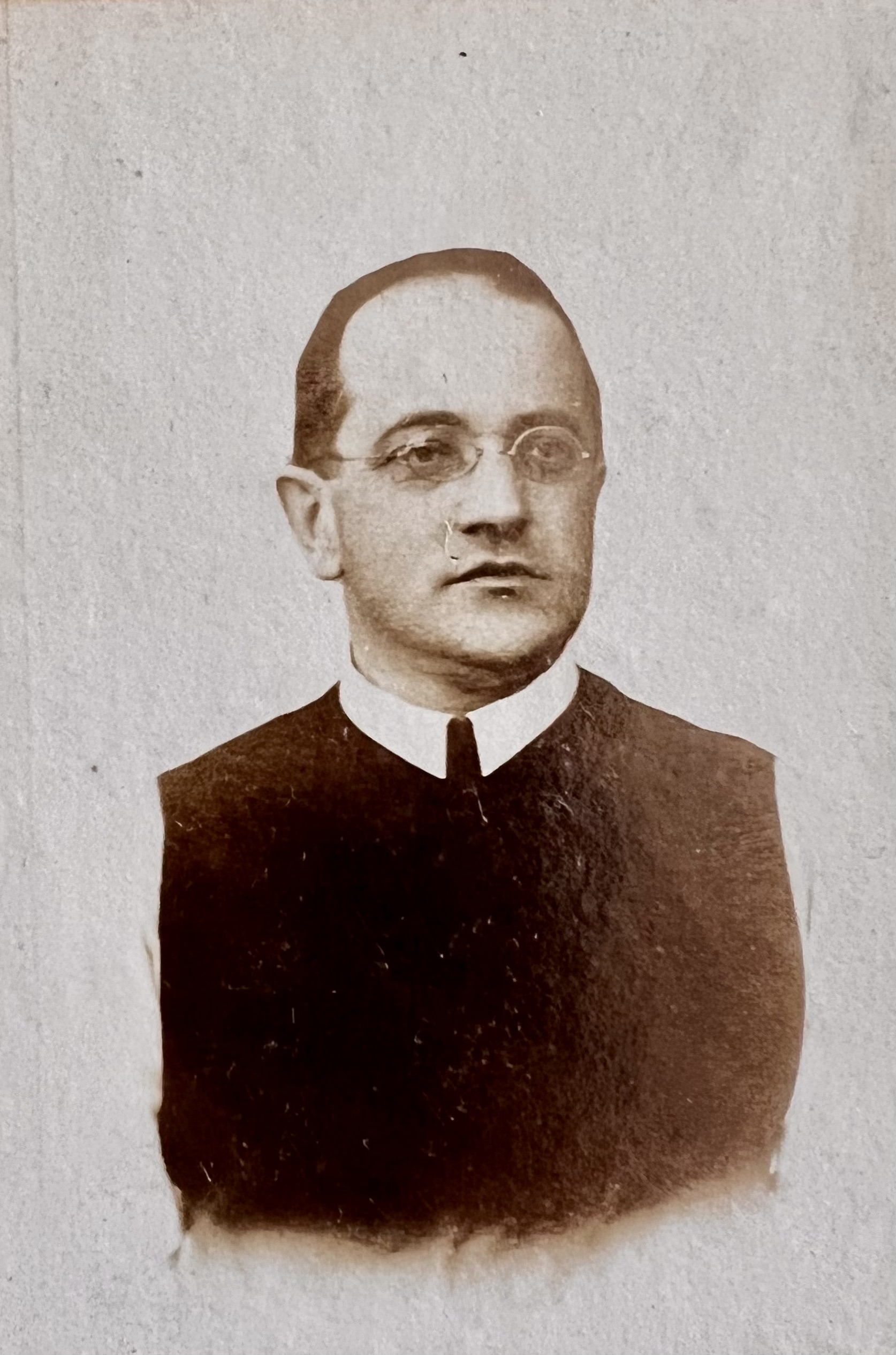
P. Julius Václav Schröter O. Cist., farář v r. 1905

Začátek působnosti jmenovaného v duchovní správě farnosti od:
- 1765 Ferdinandus Mengemann O. Cist.
- 1777 Thadaeus Lerich O. Cist.
- 1790 Florianus Schulz O. Cist.
- 1792 Adalb. Swojetinzky O. Cist.
- 1804 Norbert. Hamann O. Cist.
- 1812 Cajet. Weisgerber O. Cist.
- 1814 Robert. Weiss O. Cist., n. 16. 11. 1762 Leipa, o. 31. 8. 1788, † 21. 12. 1833
- 1835 Gregor. Müller O. Cist., n. 5. 12. 1779 Trubschicens., o. 8. 9. 1805, † 30. 4. 1849
- 1836 Paul. Müller O. Cist., n. 20. 8. 1785 Pont., o. 16. 8. 1809, † 7. 6. 1850
- 1845 Leop. Anton. Goerlich O. Cist., n. 20. 7. 1793 Haida, o. 15. 8 1816, † 14. 5. 1855
- 1853 Steph. Süss O. Cist., n. 19. 6. 1800 Oberklee, o. 10.8. 1826, † 17. 2. 1872
- 1870 Alberic. Euseb. Hecht O. Cist., n. 31. 7. 1819 Braunau, o. 25. 7. 1844, † 2. 8 1888
- 1877 Ludovic. Franc. Angermann O. Cist., n. 30. 12. 1829 Labant., o. 2920. 8. 1856, † 12. 9. 1906
- 1879 Victor. Dan. Jenatschke O. Cist., n. 6. 3. 1834 Senseln., o. 1. 8. 1859, † 18. 12. 1899
- 1899 Jul. Wenc. Schröter O. Cist., n. 17. 1. 1846 Kutteslavic., o. 25. 7. 1871, † 12. 6. 1910
- 1908 Rud. Franc. Marschner O. Cist., n. 15. 5. 1864 Hainspach, o. 23. 4. 1890, † 15. 9. 1925
- 1921 Timoth. Fel. Mattausch O. Cist., n. 23. 11. 1879 Michelsdorf, o. 14. 7. 1907
- 1923 Athan. Georg. Ott O. Cist., n. 14. 6. 1882 Eger, o. 12. 7. 1908, † 31. 3. 1931
- 1928 Dionys. Fr. Heger O. Cist., n. 17. 5. 1887 Chiesch, o. 13. 7. 1913, † 15. 8. 1945
- 15. 8. 1945 Hermann Schieckel O. Cist
- 1. 6. 1948 Steph Sivák SDB
- 1. 5. 1949 Jiří Mickel O. Cist
- 1. 5. 1962 Steph. Sivák SDB
- 22. 2. 1963 Antonín Pospíšil
- 1. 6. 1963 Jaroslav Novosad
- 3. 9. 1963 František Krákora O. Cist.
- 1. 8. 1971 Timoth. Macek O.P.
- 1. 8. 1991 Milan Matfiak
- 1. 6. 1999 Josef Hurt
- 1. 7. 2001 Štefan Pilarčík
- 1. 4. 2003 Jan Richter, admin. exc. in spiritualibus
  - 5. 2. 2010 Marek Dunda, admin. exc. in materialibus[2]

Kromě kněží stojících v čele farnosti, působili ve farnosti v průběhu její historie i jiní kněží. Většinou pracovali jako farní vikáři, kaplani, katecheté, výpomocní duchovní aj.

## Římskokatolické sakrální stavby a místa kultu na území farnosti
| | Fotografie | Stavba                   | Místo   | Bohoslužby                      | Zeměpisné souřadnice            | Status       | Číslo kulturní památky                       |
| Kostel | Kostel     | Kostel                   | Kostel  | Kostel                          | Kostel                          | Kostel       | Kostel                                       |
| --- | ---------- | ------------------------ | ------- | ------------------------------- | ------------------------------- | ------------ | -------------------------------------------- |
| 1. |            | Kostel sv. Petra a Pavla | Jeníkov | bližší informace o bohoslužbách | 50°37′45″ s. š., 13°45′ v. d.   | farní kostel | 42364/5-2621 (Pk•MIS•Sez•Obr•WD) (Q12030970) |
| Kaple |            |                          |         |                                 |                                 |              |                                              |
| 2. |            | Kaple sv. Anny           | Jeníkov | bližší informace o bohoslužbách | 50°37′43″ s. š., 13°45′2″ v. d. | kaple        | —                                            |
| 3. |            | Kaple Panny Marie        | Lahošť  | bližší informace o bohoslužbách | 50°37′8″ s. š., 13°45′56″ v. d. | kaple        | —                                            |
| Některé drobné sakrální stavby a pamětihodnosti lze dohledat zde v databázi Drobné sakrální památky Zaniklé sakrální stavby lze dohledat zde v databázi Poškozené a zničené kostely, kaple a synagogy v České republice |            |                          |         |                                 |                                 |              |                                              |

Ve farnosti se mohou nacházet i další drobné sakrální stavby, místa římskokatolického kultu a pamětihodnosti, které neobsahuje tato tabulka.